# Cirripectes auritus
Blennie à ocelle
Espèce
Statut de conservation UICN

 LC  : Préoccupation mineure
Cirripectes auritus, communément nommée Blennie à ocelle, est une espèce de poissons marins de la famille des Blenniidae.
La Blennie à ocelle est présente dans les eaux tropicales de la région Indo-Ouest Pacifique.
Sa taille maximale est de 9 cm.